# Gammarus halilicae
Gammarus halilicae is een vlokreeftensoort uit de familie van de Gammaridae. De wetenschappelijke naam van de soort is voor het eerst geldig gepubliceerd in 1969 door G. Karaman.
De soort is alleen bekend van twee dicht bij elkaar gelegen grotten in het dorp Tresonče (gemeente Mavrovo en Rostuša) in Noord-Macedonië. Hier komt het vaak voor in gezelschap voor met G. balcanicus waarmee het nauw is verwant. De mannetjes van G. halilicae kunnen 13 mm groot worden. De kleur van levende exemplaren is melkwit door het ontbreken van pigment.